# あさ〜from day to day
「あさ〜from day to day」（あさ フロム・デイ・トゥー・デイ）は、1991年8月23日に発売されたPSY・S17枚目のシングル。

## 解説
表題曲・カップリング共にアルバム『HOLIDAY』収録曲で先行シングルとして発売。
表題曲は後に、ベスト・アルバム『TWO BRIDGES』に収録。
カップリングは、シングルとアルバムでヴァージョン違いが存在する。

## 収録曲
| 全作詞: 松尾由紀夫、全作曲・編曲: 松浦雅也。 |                           |            |            |
| #                                            | タイトル                  | 作詞       | 作曲・編曲 |
| 1.                                           | 「あさ〜from day to day」 | 松尾由紀夫 | 松浦雅也   |
| 2.                                           | 「in the Nude」           | 松尾由紀夫 | 松浦雅也   |